# トランサヴィア
トランサヴィア航空（Transavia Airlines）は、オランダの格安航空会社。エールフランス‐KLMグループの独立企業である。その主な拠点はアムステルダム・スキポール空港。トランサヴィアという呼称が一般的であるが、トランスアヴィア、トランサーヴィアなどといった呼び方もある。

## 概要
Transavia Limburgとして1965年に創立、Transavia Hollandと社名を変えて1966年11月17日より営業飛行を開始、1986年にTransavia Airlinesと改名して10月26日にはアムステルダム-ロンドン・ガトウィック空港間に定期便の運航を開始した。
その後、チャーター便を主に運航する業務形態をとったが、2005年1月1日より、トランサヴィアの格安航空会社であったBasiq Airと合併し格安航空会社として営業。エールフランスと主要株主であったKLMの合併にともない、2007年からはパリ・オルリー空港をハブとする路線の運航も開始している。

定期便として19の目的地を持つほか、チャーター便で不定期にヨーロッパを中心とした60都市に就航している。

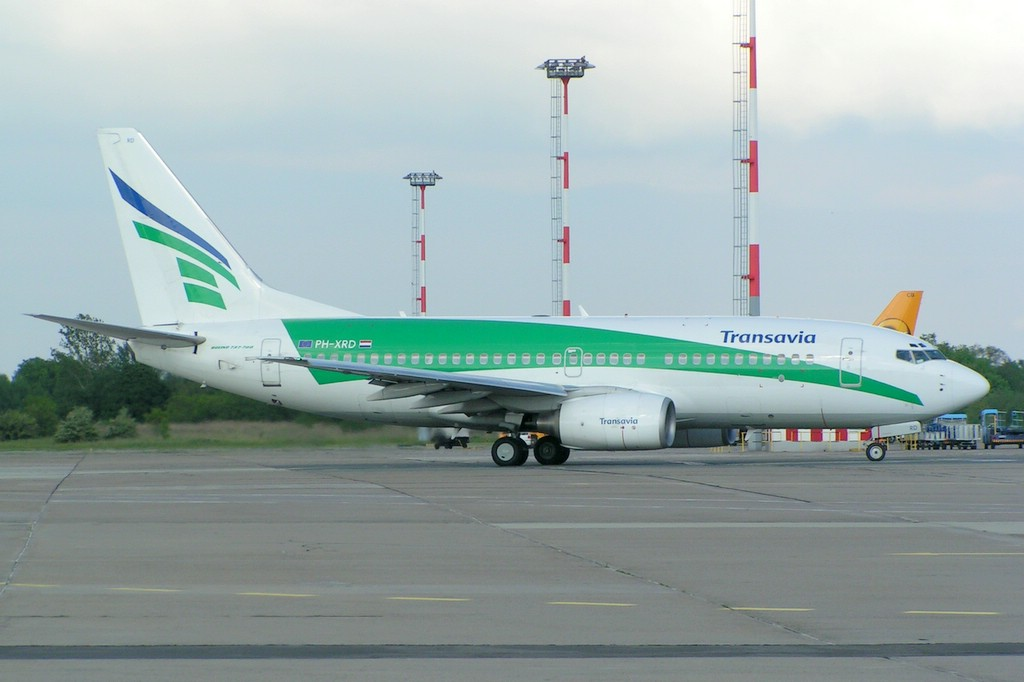
transavia.com 737
Transavia Airline時の塗装